# Tylosema
Tylosema là một chi thực vật có hoa trong họ Đậu.